# Festuca villipalea
Festuca villipalea är en gräsart som först beskrevs av St.-yves, och fick sitt nu gällande namn av Evgenii Borisovich Alexeev. Festuca villipalea ingår i släktet svinglar, och familjen gräs. Inga underarter finns listade i Catalogue of Life.